# Morville (Manche)
Morville település Franciaországban, Manche megyében. Lakosainak száma 278 fő (2022. január 1.). Morville Colomby, L’Étang-Bertrand, Lieusaint, Magneville, Négreville és Yvetot-Bocage községekkel határos.

## Népesség
A település népességének változása:
| Lakosok száma | 273  | 217  | 251  | 260  | 254  | 258  | 272  | 276  | 279  | 278  |
|               | 1968 | 1982 | 1990 | 2006 | 2013 | 2015 | 2017 | 2019 | 2020 | 2022 |